# Цукина Мбоко, Уилфрид
Уилфрид Цукина Мбоко (фр. Wilfrid Tsoukina Mboko; род. 16 апреля 1993) — конголезский шоссейный велогонщик.

## Карьера
В 2014 году стал чемпионом Республики Конго в групповой и индивидуальной гонке.

## Достижения
2014
 Чемпион Республики Конго — групповая гонка
 Чемпион Республики Конго — индивидуальная гонка